# Long Polling
Long Polling, deutsch etwa „lang laufende Abfragen“, ist in der Informatik ein Verfahren, die Nachteile des Polling zu vermeiden, wenn die Anwendung des Push-Modells erwünscht, aber nicht möglich ist. Im Unterschied zum regulären „kurzen Polling“ werden beim „langen Polling“ sowohl die Latenzzeit bei der Übermittlung von Server-Client-Nachrichten als auch die Nutzung von Verarbeitungs-/Netzressourcen minimiert.
Der Server erreicht diese Effizienz, indem er nur dann auf eine Anfrage antwortet, wenn ein bestimmtes Ereignis, Status oder eine Zeitüberschreitung eingetreten ist. Sobald der Server eine Antwort gesendet hat, sendet der Client in der Regel sofort eine neue Long-Poll-Anfrage. Dies bedeutet, dass der Server zu jedem Zeitpunkt eine Long-Poll-Anfrage offen hält, auf die er antwortet, wenn neue Informationen für den Client verfügbar sind. Im Ergebnis ist der Server in der Lage, die Kommunikation asynchron zu „initiieren“.
Long Polling wird im Internet bei Web-Browsern angewendet, die per HTTP mit Webservern kommunizieren.